# Любопытный Шанс
«Любопытный Шанс» (англ. The Curiosity of Chance) — комедийный фильм 2006 года режиссёра Расселла П. Марло с Тэдом Хилдженбринком в главной роли. Основным мотивом фильма является преодоление гомофобии и предрассудков позитивным взглядом на окружающий мир.

## Сюжет
Действие картины происходит «где-то в 80-х, где-то в Европе». Яркий 16-летний парень по имени Шанс Маркиз переведён в новую школу, которая у него уже четвёртая по счёту, где он появляется в цилиндре и бабочке. Своим экстравагантным видом он сразу привлекает к себе внимание и становится объектом насмешек и издевательства со стороны одноклассников. Им не нравится его одежда, его стиль, многие думают, что он гей, ненавидят его за это. Участвуя в редактировании школьной газеты, Шанс знакомится со странным фотографом с таинственным чемоданчиком, а, играя в теннис, с девушкой по имени Вайла с «туго затянутым пучком волос на голове». Фотограф и Вайла становятся его новыми друзьями в новой школе. Шанс также заводит дружбу с одноклассником и своим соседом Леви Спарксом, несмотря на то, что тот общается с капитаном футбольной команды Брэдом Хардэном, который издевается над Шансом.
В одном из гей-баров Шанс принимает участие в травести-шоу. Фотография с шоу попадает в руки к Брэду Хардэну, который копирует её и обвешивает все стены в школе. Но Шанс не грустит и с достоинством выходит из любой ситуации. Это комедийный фильм о взрослении гея в обычной гомофобной школе.

## В ролях
| Актёр                 | Роль                 |
| --------------------- | -------------------- |
| Тэд Хильгенбринк      | Шанс                 |
| Альдевина Да Силва    | Вайла Тиллер         |
| Бретт Чакерман        | Леви Спаркс          |
| Питер Ван Нойвенхойзе | фотограф Хэнк Хадсон |
| Крис Малки            | отец                 |
| Максим Мэйз           | Брэд Хардэн          |

## Награды и номинации
Фильм участвовал в конкурсных программах следующих фестивалей:
| Год  | Премия                                    | Номинация                                     | Результат |
| ---- | ----------------------------------------- | --------------------------------------------- | --------- |
| 2007 | Международный ЛГБТ-кинофестиваль в Чикаго | Лучший игровой фильм (Рассел П. Марло)        | Победа    |
| 2007 | Кинофестиваль в Нэшвилле                  | Лучшая музыка в художественном фильме         | Победа    |
| 2006 | ЛГБТ-кинофестиваль в Сиэтле               | Приз жюри лучшему режиссёру (Рассел П. Марло) | Победа    |